# Europäische Fernwanderwege

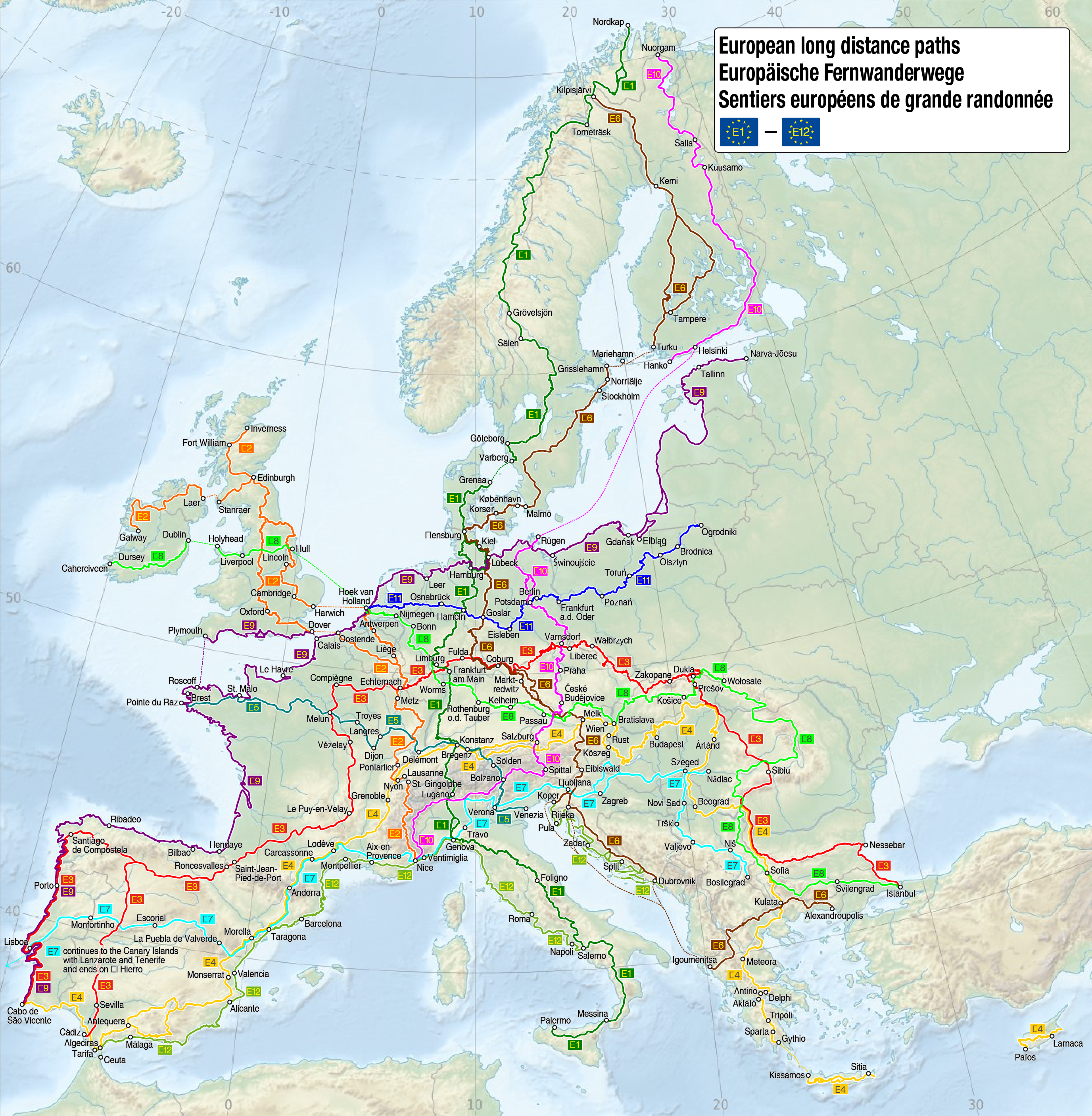
Karte der Europäischen Fernwanderwege

Die Europäischen Fernwanderwege sind von der Europäischen Wandervereinigung initiiert worden. Ein Ziel bei deren Gründung im Jahr 1969 war, ein völkerverbindendes Netz von Weitwanderwegen durch Europa zu schaffen. Im Laufe der Jahre wurden auf dieser Basis zwölf große Fernwanderwege eingerichtet.

## Geschichte
Die ersten sechs Europäischen Fernwanderwege E1 bis E6 waren etwa bis 1979 weitgehend festgelegt und auch mit entsprechenden Wanderwegtafeln bezeichnet. Bis 1999 gab es mit E7 bis E11 bereits elf Europäische Fernwanderwege. Seitdem ist mit dem E12 noch ein weiterer hinzugekommen.

## Siehe auch

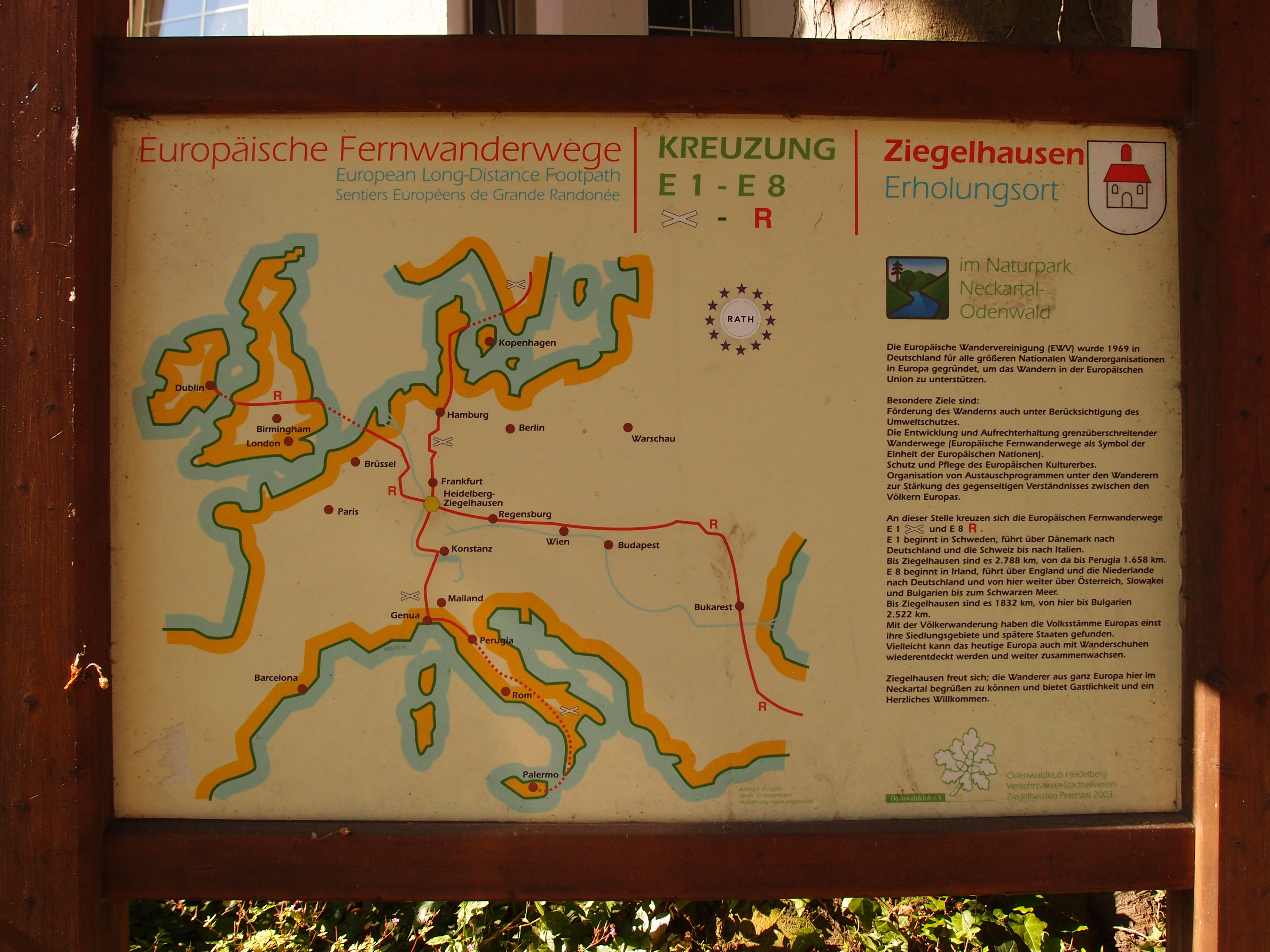
Kreuzung E1 und E8 in Heidelberg-Ziegelhausen

## Verzeichnis der Wege
| Fernwanderweg      | geplante Strecke                                         | fertiggestellt                                                                            | Wegemarkierung |
| ------------------ | -------------------------------------------------------- | ----------------------------------------------------------------------------------------- | -------------- |
| E1 (ca. 7000 km)   | vom Nordkap bis Sizilien                                 | Nordkap (N) bis Salerno (I)                                                               |                |
| E2 (ca. 5000 km)   | von Galway bis Nizza                                     | von Hoek van Holland (NL) bis Nizza (F)                                                   |                |
| E3 (ca. 9000 km)   | von Kap St. Vincent bis Istanbul                         | von Santiago de Compostela (E) bis Nesebâr (BG)                                           |                |
| E4 (ca. 12.000 km) | von Kap St. Vincent bis Zypern                           | von Málaga (E) bis Kreta (fehlendes Teilstück durch Rumänien)                             |                |
| E5 (ca. 4000 km)   | von der Pointe du Raz bis Venedig                        | von der Pointe du Raz (F) bis Verona (I)                                                  |                |
| E6 (ca. 5900 km)   | von Kilpisjärvi bis zu den Dardanellen                   | von Norrtälje (S) bis Koper (SLO)                                                         |                |
| E7 (ca. 6500 km)   | von den Kanarischen Inseln über Lissabon bis zur Ukraine | von Monfortinho (P) bis Nădlac (RO)                                                       |                |
| E8 (ca. 6500 km)   | von Dursey Head bis Istanbul                             | von Dursey Head (IRL) bis zu den Beskiden (Grenze PL/UA), Rumänien, Bulgarien (teilweise) |                |
| E9 (ca. 10.000 km) | von Kap St. Vincent bis Narva-Jõesuu                     | von Hendaye (F) bis Braniewo (PL)                                                         |                |
| E10 (ca. 2500 km)  | von Nuorgam bis Tarifa                                   | von Rügen (D) nach Ulldecona (E) (fehlende Teilstücke in I und F)                         |                |
| E11 (ca. 4610 km)  | von Den Haag bis Tallinn                                 | von Den Haag (NL) bis Tallinn (LT)                                                        |                |
| E12 (ca. 1500 km)  | von Spanien bis zum Adriatischen Meer                    | von Ceuta (E) über Barcelona (E), Nizza (F), Genua (I) und Salerno (I) bis Koper (SLO)    |                |